# Renato Schuch
Renato Schuch (* 1980 in São Paulo) ist ein deutsch-brasilianischer Schauspieler.

## Leben
Renato Schuch wuchs in Münster (Westfalen) auf. Sein Schauspielstudium absolvierte er von 2003 bis 2007 an der Hochschule für Musik und Theater Hamburg. Außerdem erhielt er dort bei Klaus Boltze Unterricht in der Kunst der Pantomime und der Clownerie. Während seiner Ausbildung gastierte er am Thalia Theater und trat dort in Inszenierungen von Andreas Kriegenburg, Jette Steckel, David Bösch und Stefan Bachmann auf.
Nach Abschluss seiner Ausbildung war er von 2007 bis 2009 für zwei Spielzeiten am Schauspielhaus Hamburg engagiert.
Von 2009 bis 2013 war er festes Ensemblemitglied am Schauspiel Köln. Dort spielte er den Achill in Iphigenie von Euripides (Regie: Karin Henkel), St. Just in Dantons Tod (Regie: Laurent Chétouane), Louis in Die Wellen nach Virginia Woolf (Regie: Katie Mitchell) und Jakorew  in Die Letzten von Maxim Gorki (Regie: Sebastian Nübling). In der Spielzeit 2010/11 übernahm er am Schauspiel Köln den Mackie Messer in einer Neuinszenierung von Brecht/Weills Dreigroschenoper. Die Produktion Lange Reise durch die Nacht nach Friederike Mayröcker (Regie: Katie Mitchell), in der Schuch mehrere Rollen übernahm, wurde 2013 zum Berliner Theatertreffen eingeladen.
Von 2015 bis 2019 war er festes Ensemblemitglied der Schaubühne Berlin, wo er in Inszenierungen von Thomas Ostermeier, Katie Mitchell, Mina Salehpour und Michael Thalheimer zu sehen war. Seit der Spielzeit 2020/21 ist er wieder als festes Ensemblemitglied an der Schaubühne am Lehniner Platz engagiert.
Renato Schuch wirkte auch in verschiedenen Kino- und Fernsehproduktionen, bei den er u. a. unter der Regie von Stina Werenfels, Jochen Alexander Freydank, Christian Alvart und Kai Kreuser spielte.
In der TV-Reihe Der Barcelona-Krimi verkörperte er seit 2017 den unangepassten Antoni, der mit dem ermittelnden Kommissar Xavi Bonet (Clemens Schick) eine Beziehung eingeht. In der Netflix-Dramaserie Dogs of Berlin (2018) hatte er eine durchgehende Nebenrolle als Murathan Canavar. In dem Spielfilm Label Me, der im Januar 2019 auf dem Max Ophüls Filmfestival seine Premiere hatte und dort mit dem Max-Ophüls-Preis in der Kategorie „Bester mittellanger Spielfilm“ ausgezeichnet wurde, spielte Schuch den geflüchteten heterosexuellen Syrer Waseem, der sich für schwulen Sex bezahlen lässt. In der 18. Staffel der ZDF-Serie SOKO Köln (2021) übernahm Schuch eine der durchgehenden Staffelrollen als Gastronom Cem Meyer und Ex-Freund der Polizeiermittlerin Helena Jung (Sonja Baum).
Renato Schuch lebt in Berlin.

## Filmografie (Auswahl)
- 2014: Koslowski & Haferkamp: Der perfekte Plan (Fernsehserie, eine Folge)
- 2014: Mord mit Aussicht: Klingelingeling (Fernsehserie, eine Folge)
- 2015: Dora oder die sexuellen Neurosen unserer Eltern
- 2016: Weil ich dich liebe (Fernsehfilm)
- 2017: Der Barcelona-Krimi: Über Wasser halten (Fernsehreihe)
- 2017: Der Barcelona-Krimi: Tod aus der Tiefe (Fernsehreihe)
- 2018: Dogs of Berlin (Netflix-Serie, Serienrolle)
- 2019: Label Me
- 2019: Der Sportpenner
- 2021: SOKO Köln (Fernsehserie, Serienrolle)
- 2022: Der Barcelona-Krimi: Der längste Tag (Fernsehreihe)
- 2023: Zwei Seiten des Abgrunds (Fernsehserie, 6 Folgen)
- 2023: Tatort: Avatar (Fernsehreihe)
- 2025: Der Barcelona-Krimi: Wächter der Stadt (Fernsehreihe)
- 2025: Der Barcelona-Krimi: Brennendes Land (Fernsehreihe)

## Auszeichnungen
- 2008: Theaterpreis Hamburg – Rolf Mares für seine Darstellung in Träumer im Jungen Schauspielhaus
- 2020: Big Shorts Award des Forums für Mittellange Filme e. V. als „Bester Darsteller“ für den Film Label Me der Internationalen Filmschule Köln